# ヨハン・フリードリヒ・ファッシュ

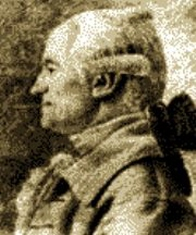
ヨハン・フリードリヒ・ファッシュ

ヨハン・フリードリヒ・ファッシュ（Johann Friedrich Fasch, 1688年4月15日 - 1758年12月5日）は、ドイツ後期バロック音楽の作曲家。息子のカール・フリードリヒ・クリスティアンも音楽家になった。

## 生涯
ブッテルシュテット出身。ヴァイセンフェルスで少年聖歌隊員を勤め、ライプツィヒの聖トーマス教会付属学校でヨハン・クーナウに音楽を師事し、コレギウム・ムジクムにも参加した。ドイツ全土で演奏旅行を行い、1714年にバイロイトの宮廷楽団にヴァイオリニストとして入団。グライツやルカヴェッツでも同様の地位を得た。1722年にツェルプストの宮廷楽長に就任し、没年までその地位にあった。
現存する主要な作品にカンタータ、協奏曲、シンフォニア、室内楽などがある。その作品は存命中に一つも出版されず、声楽曲のほとんどと4つの歌劇は散逸している。とはいえ同時代人から高い評価を受けており、バッハはファッシュの多くの作品を写譜している。こんにちファッシュは、作曲様式から見て、バロック音楽と古典派音楽の橋渡しをした重要な作曲家として認識されている。